# Ambrosio Spinola
Ambrosio nebo Ambrogio Spinola Doria, markýz de los Balbases (1569, Janov – 25. září 1630, Castelnuovo di Scrivia) byl původem italský generál sloužící ve španělské armádě. Jako válečník se zúčastnil především osmdesátileté války a třicetileté války. I přesto, že většinu svých vojenských zkušeností získal z knih, stal se jedním z nejvýznamnějších španělských vojenských velitelů své doby. Jako symbol uznání mu byl udělen Řád zlatého rouna nebo titul markýze de los Balbases.

## Život
Ambrosio se narodil v Janově v bohaté obchodnické rodině Filippa Spinoly, markýze z Venafro a Sesto, a Polisseny Grimaldi, baronky z Casalnuova. Zprvu se věnoval také obchodu. Pro vojenskou kariéru se rozhodl poté, co viděl vojenské úspěchy svého staršího bratra Federica (Bedřicha), jenž ve španělské službě jako žoldnéř nabyl hodnosti admirála.
Za vlastní peníze najal 9000 žoldnéřů, vstoupil také do služeb španělského krále Filipa III. a bojoval v Nizozemsku (1602). Následujícího roku byl jmenován vrchním velitelem španělského vojska v Nizozemsku, kde obnovil pokleslou kázeň, na svůj náklad rozmnožil vojsko a dobyl roku 1604 konečně Ostende, přes tři léta marně dobývané.
I další jeho válečné podniky byly vítězné, nicméně nečinnost madridského dvora mařila jeho úspěchy a Ambrosio byl nucen sjednat s Mořicem Oranžským roku 1609 příměří na 12 let. Propuknutí třicetileté války jej opět vyrušilo z klidu. Roku 1620 Ambrosio se španělskou armádou obsadil Dolní Falc. Když v roce 1621 vypršelo příměří ujednané v roce 1609, Ambrosio byl od infantky Isabely znovu povolán do čela španělské armády do Nizozemska. Dobyl tu Jülich a Bredu.
V roce 1627 byl odvolán na italské bojiště, aby ve válce o mantovské dědictví bojoval pro španělského kandidáta. Oblehl tu roku 1628 Casale, ale po příchodu francouzské armády Ludvíka XIII. byl přinucen od obléhání upustit. Po odchodu Francouzů však obléhání obnovil a dobyl město s výjimkou citadely, kde se uhájil francouzský maršál Thoiras. Ohrožován návratem Francouzů a marně žádaje ve Španělsku posily, uzavřel s Thoirasem příměří a brzy potom 25. září v Castelnuovo di Scrivia zemřel.

## Rodina
V roce 1592 se poprvé oženil, a to s Giovannou Bacciadonne. Měli tři děti:
- Filippo Spinola (1596-1659)
- Polissena Spinola († 1639)
- Agostino Spinola (1597-1649)

V roce 1615 se oženil podruhé, s Marií de Lorraine-Aumale, dcerou Charlese de Lorraine-Aumale, vévody z Aumale (1555-1631) a Marie de Lorraine-Elbeuf (1555-1603).